# مأموریت مشاهده دگرگونی‌های جهانی

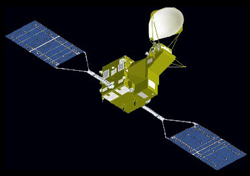
یک انگاشت هنری از مأموریت مشاهدهٔ دگرگونی‌های جهانی

مأموریت مشاهدهٔ دگرگونی‌های جهانی (به انگلیسی: Global Change Observation Mission); (GCOM)، یک پروژهٔ آژانس کاوش‌های هوافضای ژاپن برای نظارت دراز مدت بر تغییرات زیست‌محیطی زمین است. به عنوان بخشی از کمک‌های ژاپن به سامانه جهانی سیستم‌های مشاهده زمین(، GCOM برای مدت ۱۰ تا ۱۵ سال با روش مشاهده و استفاده از داده‌های ژئوفیزیک جهانی مانند بارش، برف، بخاری آب، آئروسل، پیش‌بینی تغییرات آب و هوایی، مدیریت آب، و امنیت غذایی است. در تاریخ ۱۸ مهٔ ۲۰۱۲ نخستین ماهوارهٔ این پروژه مأموریت مشاهدهٔ دگرگونی‌های جهانی-دبلیو ۱ (GCOM-W1) (با نام مستعار شیزوکو "Shizuku") راه‌اندازی شد. در ۲۳ دسامبر ۲۰۱۷، ماهوارهٔ دوم آن: مأموریت مشاهدهٔ دگرگونی‌های جهانی-سی ۱ (GCOM-C1) (با نام مستعار "شیکیسای") راه‌اندازی و در مدار خود قرار گرفت.

## جی‌سی‌اُاِم-دبلیو ۱ (GCOM-W1)

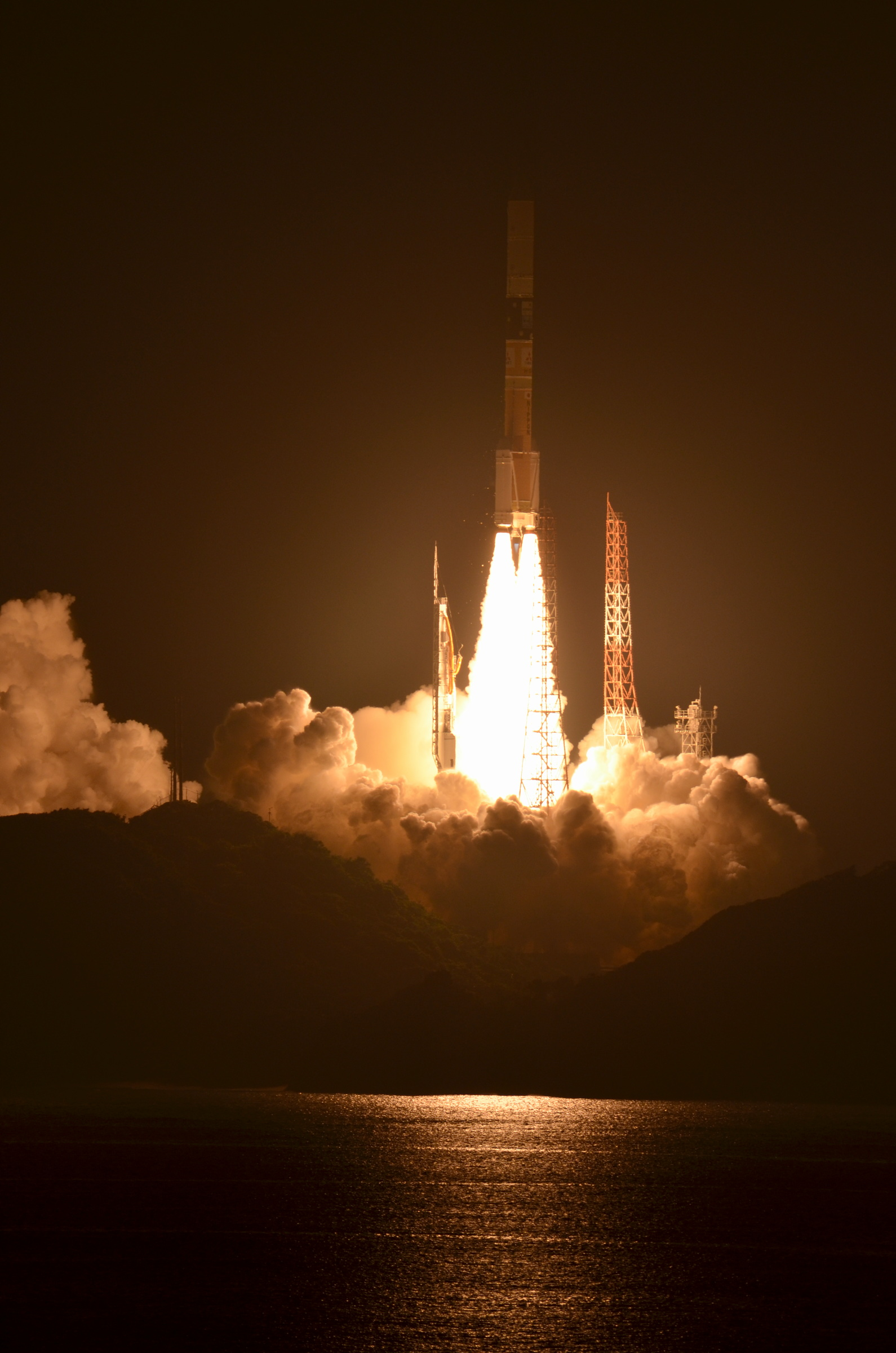
راه‌اندازی و پرتاب جی‌سی‌اُاِم-دبلیو ۱ بر روی موشک اچ-۲ اِی.

مأموریت مشاهدهٔ دگرگونی‌های جهانی-دبلیو ۱ شیزوکو؛ به معنی آب، نخستین ماهواره از سری «مأموریت‌های جی‌سی‌اُاِم-دبلیو» است.
هدف اصلی این مأموریت بررسی و دیده‌بانی چرخهٔ آب در این سیاره است.

## جی‌سی‌اُاِم-سی ۱ (GCOM-C1)
مأموریت مشاهدهٔ دگرگونی‌های جهانی-سی ۱؛ تغییرات آب‌وهوایی اولین ماهواره سری جی‌سی‌اُاِم-سی است

## سنسورها

### اِی‌اِم‌اس‌آر
اسکن رادیومتری پیشرفته میکروویو ۲ ((Advanced Microwave Scanning Radiometer 2)،